# Jung Chang

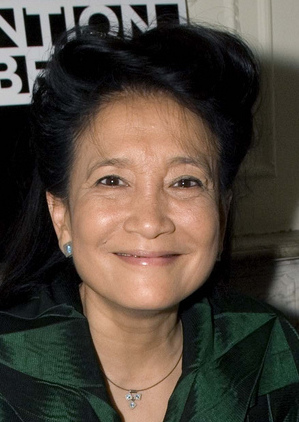
Jung Chang

Jung Chang (chinesisch 張戎 / 张戎, Pinyin Zhāng Róng; * 25. März 1952 in Yibin) ist eine chinesischstämmige britische Schriftstellerin.
Jung Chang wuchs in der Volksrepublik China auf und wurde dort Zeugin der Ereignisse rund um die Kulturrevolution. Sie studierte an der Universität ihrer Heimatprovinz Sichuan. Mit einem Regierungsstipendium konnte sie 1976 ein ergänzendes Studium an der University of York absolvieren. In der Folge blieb sie in England.
Mit ihrer über 10-Millionen-mal verkauften Autobiographie Wilde Schwäne (Erstveröffentlichung auf Englisch als ,Wild Swans' 1991) erreichte sie weltweite Bekanntheit. Im Juni 2005 erschien eine bei Historikern und Sinologen heftig umstrittene Biographie zu Mao Zedong, die sie zusammen mit ihrem Ehemann Jon Halliday verfasst hatte. Ihre Werke sind heute in der Volksrepublik China verboten.